# Питај Алису: дневник једне наркоманке
„Питај Алису: дневник једне наркоманке“ амерички је роман из 1971. написан у облику дневника. Главна јунакиња је неименована петнаестогодишњакиња, кћи универзитетског професора, која све дубље и дубље тоне у зависност од дрога. Књига се продаје под тврдњом да је у питању аутентични дневник тинејџерке, који сведочи о истинитим догађајима. Међутим, већ крајем седамдесетих истинитост књиге је доведена у питање. Данас већина њених проучавалаца тврди да је у питању фикционални а не аутентични текст, а њено ауторство се приписује Беатриси Спаркс, терапеуткињи и књижевници, која је написала неколико књига, представивши их као аутентичне дневнике проблематичних тинејџера. Књига је постигла велики успех и популарност међу омладином. Од тренутка када је издата до данас, није повлачена из штампе. Назив „Питај Алису”, односи се на истоимену песму групе Џеферсон Ерплејн, коју је написала Грејс Слик и у којој се пева о халуциногеном искуству на ЛСД-ију.
Књигу не треба бркати са романом сличне тематике под именом „Повратак на прави пут: дневник једне наркоманке” аустралијске књижевнице Маргарет Кларк.

## Заплет романа
Главна јунакиња је петнаестогодишња девојчица, која није успела да се извуче из пакла дроге. Кћи универзитетског професора, пролази кроз свакакве догађаје као што су бег од куће, одлазак на психијатрију и неочекивану смрт.